# Passives Einkommen
Passives Einkommen wird für einmalige Investitionen in Form von Zeit, Geld oder Arbeitsleistungen verwendet, die meist über einen längeren Zeitraum hinweg regelmäßig Einnahmen generieren, ohne dass hierfür ein aktiver, sich wiederholender Arbeitseinsatz erforderlich ist. Im Allgemeinen bedeutet das, dass sich der Wert der im Voraus geleisteten Leistungen in Form eines Ertrages (mehrheitlich geldliche Auszahlungen) widerspiegelt und oftmals sogar um ein Vielfaches, im Vergleich zum investierten Arbeitsaufwand, übersteigt. Eine Amplifizierung des Ertrages ist jedoch nur längerfristig oder bei einer hohen Nachfrage zu erwarten.

## Formen
Die passive Form des Einkommens, welche keinen aktiven Arbeitsaufwand (mehr) benötigt, setzt voraus, dass man ein Medium schafft, welches z. B. durch Verkäufe, Wiedergabe (Videos) oder eine andere Form der Nutzung Einnahmen generieren kann.
Die bekanntesten Formen finden sich in der Film- und Musikindustrie, wo das fertige Produkt tausendfach oder sogar millionenfach verkauft wird. Selbst über Jahre hinweg kann man mit einem fertigen Produkt somit noch Einnahmen erzielen, obwohl man keine aktiven Investitionen in jeglicher Form tätigt. Durch das Internet gibt es heutzutage viel mehr Formen des passiven Einkommens, die sich mit den Jahren durchgesetzt haben. Allgemein bekannte Formen sind Socialmedia-Plattformen wie Youtube, die es Inhaltserstellern ermöglichen, durch ihre veröffentlichten Videos Einnahmen zu erzielen.